# Dih Yak (huyện)
Dih Yak là một huyện thuộc tỉnh Ghazni, Afghanistan. Dân số thời điểm năm 1999 là 37,011 người.